# 約束 (高井麻巳子の曲)
「約束」（やくそく）は高井麻巳子の3枚目のシングル。1986年12月21日に発売。発売元はキャニオン・レコード。

## 解説
発売直後の12月28日に高井が20歳の誕生日を迎えることとなり、本作は彼女にとって10代最後のリリースとなった。これにちなみ、シングルカセットのみメッセージ・ボイス「高井さんの二十歳の約束」を収録。なお、B面収録の「春は名のみ」はオリジナルアルバム未収録で、長らく未CD化の状態が続いていたが、2002年発売のベスト・アルバム「MYこれ!クション 高井麻巳子BEST」で初CD化された。

## チャート成績
オリコンチャート1位を獲得した。

## 収録曲
全曲 作曲：八田雅弘,編曲：清水信之

## 7インチ・レコード

### SIDE A
1. 約束
  - 作詞：売野雅勇

### SIDE B
1. 春は名のみ
  - 作詞：麻生圭子

## シングルカセット

### SIDE A
1. 約束（歌入り）
2. 約束（カラオケ）

### SIDE B
1. 春は名のみ（歌入り）
2. 春は名のみ（カラオケ）
3. ”高井さんの二十歳の約束”

## 収録作品
- いとぐち (#1)
- MYこれ!クション 高井麻巳子BEST
- 高井麻巳子 SINGLESコンプリート
- おニャン子クラブA面コレクション Vol.3 (#1)
- おニャン子クラブB面コレクション Vol.3 (#2)

## 関連人物
- 売野雅勇
- 八田雅弘
- 清水信之
- 麻生圭子